# ایشیدا میتسوناری
ایشیدا میتسوناری (به ژاپنی: 石田 三成 Ishida Mitsunari) سامورایی و دایمیوی دوره سن‌گوکو بود. شهرت او بیشتر به سبب فرماندهی سپاه غربی در نبرد سکیگاهارا در قرن هفدهم و در اواخر دوره آزوچی–مومویاما است.

## اوایل زندگی
میتسوناری در شمال ولایت اومی واقع در ناگاهاما، شیگا امروزی به دنیا آمد. او پسر دوم ایشیدا ماساتسوگو یکی از ملازمان خاندان آزای بود. در کودکی او را ساکیچی (佐吉) صدا می‌زدند. خاندان ایشیدا پس از شکست خاندان آزای در ۱۵۷۳ از خدمتش به این خاندان کناره‌گیری کرد. طبق افسانه‌ها میتسوناری قبل از به خدمت درآمدن نزد تویوتومی هیده‌یوشی یک راهب در معبد بودایی بود البته دقت و صحت این افسانه کم است زیرا از دوره ادو پیدایش یافته‌است.

## فرماندهی سپاه غربی
در ژاپن دایمیوها و سامورایی‌ها در نبرد سکیگاهارا به دو گروه تقسیم شدند. یکی ارتش غربی (گروه میتسوناری) و دیگری ارتش شرقی (گروه ضد میتسوناری). توکوگاوا ایه‌یاسو گروه ضد میتسوناری را حمایت می‌کرد. جدول زیر تقسیم‌بندی دایمیوهای شرکت‌کننده در نبرد سکیگاهارا را نشان می‌دهد. برخی از دایمیوهایی که در سپاه غربی بودند اما در میدان جنگ به ایشیدا میتسوناری خیانت کرده و به نفع سپاه شرقی جنگیدند، با رنگ آبی مشخص شده‌اند. سپاهیان تحت فرمان موری هیده‌موتو، نیز با اینکه به نفع سپاه غربی وارد میدان شده بودند، در هنگام نبرد از محل استقرار خود حرکت نکرده و در نبرد شرکت نکردند.
|           | دایمیو              | سربازان |           | دایمیو             | سربازان |
| --------- | ------------------- | ------- | --------- | ------------------ | ------- |
| سپاه شرقی | توکوگاوا ایه‌یاسو    | ۳۰٬۰۰۰  | سپاه غربی | اوکیتا هیده‌ایه     | ۱۷٬۲۲۰  |
| سپاه شرقی | آسانو یوشیناگا      | ۶٬۵۰۰   | سپاه غربی | کوبایاکاوا هیده‌آکی | ۱۵٬۰۰۰  |
| سپاه شرقی | فوکوشیما ماسانوری   | ۶٬۰۰۰   | سپاه غربی | موری هیده‌موتو      | ۱۵٬۰۰۰  |
| سپاه شرقی | کورودا ناگاماسا     | ۵٬۴۰۰   | سپاه غربی | ایشیدا میتسوناری   | ۶٬۹۰۰   |
| سپاه شرقی | هوسوکاوا تادائوکی   | ۵٬۰۰۰   | سپاه غربی | چوسوکابه موریچیکا  | ۶٬۶۰۰   |
| سپاه شرقی | ایکدا تروماسا       | ۴٬۵۰۰   | سپاه غربی | کونیشی یوکیناگا    | ۴٬۰۰۰   |
| سپاه شرقی | ای نائوماسا         | ۳٬۶۰۰   | سپاه غربی | کیکاوا هیروایه     | ۳٬۰۰۰   |
| سپاه شرقی | ماتسودایرا تادایوشی | ۳٬۰۰۰   | سپاه غربی | اوتانی یوشیهارو    | ۲٬۵۰۰   |
| سپاه شرقی | کاتو یوشی‌آکی        | ۳٬۰۰۰   | سپاه غربی | اودا نوبوتاکا      | ۲٬۵۰۰   |
| سپاه شرقی | تاناکا یوشیماسا     | ۳٬۰۰۰   | سپاه غربی | اوگاوا سوکه‌تادا    | ۲٬۱۰۰   |
| سپاه شرقی | کیوگوکو تاکاموتو    | ۳٬۰۰۰   | سپاه غربی | آنکوکوجی اِکِی       | ۱٬۸۰۰   |
| سپاه شرقی | تسوتسوی ساداتسوگو   | ۲٬۸۰۰   | سپاه غربی | شیمازو یوشی‌هیرو    | ۱٬۵۸۸   |
| سپاه شرقی | تودو تاکاتورا       | ۲٬۵۰۰   | سپاه غربی | ناتسوکا ماساایه    | ۱٬۵۰۰   |
| سپاه شرقی | ترازاوا هیروتاکا    | ۲٬۴۰۰   | سپاه غربی | کینوشیتا یوریتسوگو | ۱٬۰۰۰   |
| سپاه شرقی | یامائوچی کاتسوتویو  | ۲٬۰۰۰   | سپاه غربی | واکیساکا یاسوهارو  | ۹۹۰     |
| سپاه شرقی | واکیساکا یاسوهارو   | ۱٬۸۰۰   | سپاه غربی | آکازا نائویاسو     | ۶۰۰     |
| سپاه شرقی | فوروتا شیگه‌کاتسو    | ۱٬۲۰۰   | سپاه غربی | اوتانی یوشیتسوگو   | ۶۰۰     |
| سپاه شرقی | کاناموری ناگاچیکا   | ۱٬۱۰۰   | سپاه غربی | کوتسوکی موتوتسونا  | ۶۰۰     |
| سپاه شرقی | آریما تویوجی        | ۹۰۰     | سپاه غربی | کاسویا تاکه‌نوری    | ۳۶۰     |
| سپاه شرقی | هوندا تاداکاتسو     | ۵۰۰     | سپاه غربی | کاواجیری هیده‌ناگا  | نامشخص  |
| سپاه شرقی | اودا ناگاماسو       | ۴۵۰     | سپاه غربی | تامارو نائوماسا    | نامشخص  |
| سپاه شرقی | هاچیسوکا یوشی‌شیگه   | نامشخص  | سپاه غربی | موری کاتسونوبو     | نامشخص  |